# Юшковский сельсовет
Юшковский сельсовет — низшая административно-территориальная единица на территории современного Нюксенского района Вологодской области, существовавшая в 1924—1964 годах.

## История
Юшковский сельский Совет рабочих, крестьянских и красноармейских депутатов образован в 1924 году. Решением Вологодского облисполкома от 16.07.1964 Юшковский сельсовет был упразднен, его территория вошла в состав Городищенского и Игмасского сельсоветов.
С 1924 по 1928 год в составе Нюксенского района Северо-Двинской губернии, с 1928 по 1936 год — в Сухонском районе Северного края, с 1936 по 1937 — в Северной области; с 23.09.1937 по 13.12.1962 в Нюксенском районе, с 1962 по 1964 год в составе Тарногского района.